# Hecho en España (álbum)
Hecho en España (también conocido como Hecho en Madrid) es el tercer álbum en vivo del grupo mexicano RBD. Fue lanzado el 1 de octubre de 2007 en México y el 2 de octubre de 2007 en España.
Grabado en Madrid, España en el Estadio Vicente Calderón como parte de su gira mundial "Tour Celestial 2007", en donde más de 40 mil espectadores disfrutaron del concierto. El CD fue lanzado con un pack edición especial.

## Antecedentes y lanzamiento
El álbum fue grabado en el Estadio Vicente Calderón en la ciudad de Madrid, España, como parte de su gira mundial "Tour Celestial 2007", con un repertorio que abarca los temas de su tercer y cuarto álbum de estudio Celestial y Rebels.
Fue lanzado el 1 de octubre de 2007 en México y el 2 de octubre de 2007 en España, en Brasil sólo se lanzó el DVD, el cual lleva el mismo nombre. El lanzamiento del álbum se realizó el 3 de octubre de 2007 por el día mundial de la banda, reuniéndose 5 mil admiradores en una firma de autógrafos que duró cuatro horas. Anahí argumentó sobre el lanzamiento del álbum en México lo siguiente: «La verdad esto es sorprendente, estamos muy emocionados y agradecidos de saber que nuestros fans de México siguen al pie del cañón con nosotros como el primer día y que la 'Rebeldemanía' en vez de disminuir sigue creciendo y estamos más que felices».

## Lista de canciones
- CD1

| Hecho en España |                       |                                                           |          |  |
| N.º             | Título                | Escritor(es)                                              | Duración |  |
| 1.              | «Apertura Celestial»  | Carlos Lara / Pedro Damián                                | 1:39     |  |
| 2.              | «Cariño mio»          | Andrea Martin / RedOne                                    | 3:25     |  |
| 3.              | «Ser o parecer»       | Armando Ávila                                             | 3:13     |  |
| 4.              | «Wanna play»          | Andrea Martin / RedOne                                    | 3:38     |  |
| 5.              | «Dame»                | Carlos Lara                                               | 4:15     |  |
| 6.              | «Money Money»         | Anthony Calo, Gabriel Cruz, Aarón Peña, Francisco Saldaña | 3:50     |  |
| 7.              | «Quiero poder»        |                                                           | 2:45     |  |
| 8.              | «Sálvame»             | Max di Carlo                                              | 4:25     |  |
| 9.              | «Bésame sin miedo»    | Chico Bennett                                             | 3:32     |  |
| 10.             | «I wanna be the rain» | Diane Warren                                              | 4:54     |  |
| 35:40           |                       |                                                           |          |  |

- CD2

| Hecho en España |                                 |                                                                |          |  |
| N.º             | Título                          | Escritor(es)                                                   | Duración |  |
| 1.              | «Algún día»                     | Carlos Lara                                                    | 4:17     |  |
| 2.              | «Medley» (Quizá / Este corazón) |                                                                | 4:43     |  |
| 3.              | «No pares»                      | Armando Ávila                                                  | 4:55     |  |
| 4.              | «Tu amor»                       | Diane Warren                                                   | 5:03     |  |
| 5.              | «Nuestro amor»                  | Guillermo Antonio Méndez Guiú / Emil Guillermo Méndez Carranza | 3:53     |  |
| 6.              | «Aún hay algo»                  | Carlos Lara                                                    | 3:35     |  |
| 7.              | «Tras de mí»                    | Carlos Lara                                                    | 3:48     |  |
| 8.              | «Celestial»                     | Carlos Lara                                                    | 3:26     |  |
| 9.              | «Rebelde»                       | Max di Carlo                                                   | 3:23     |  |
| 10.             | «Cariño mio (Reprise)»          | Andrea Martin / RedOne                                         | 2:02     |  |
| 39:10           |                                 |                                                                |          |  |

- Edición 2020

| Hecho en España |                                 |                                                                |          |  |
| N.º             | Título                          | Escritor(es)                                                   | Duración |  |
| 1.              | «Apertura Celestial»            | Carlos Lara / Pedro Damián                                     | 1:39     |  |
| 2.              | «Cariño mio»                    | Andrea Martin / RedOne                                         | 3:25     |  |
| 3.              | «Ser o parecer»                 | Armando Ávila                                                  | 3:13     |  |
| 4.              | «Wanna play»                    | Andrea Martin / RedOne                                         | 3:38     |  |
| 5.              | «Dame»                          | Carlos Lara                                                    | 4:15     |  |
| 6.              | «Money Money»                   | Anthony Calo, Gabriel Cruz, Aarón Peña, Francisco Saldaña      | 3:50     |  |
| 7.              | «Quiero poder»                  |                                                                | 2:45     |  |
| 8.              | «Sálvame»                       | Max di Carlo                                                   | 4:25     |  |
| 9.              | «Bésame sin miedo»              | Chico Bennett                                                  | 3:32     |  |
| 10.             | «I wanna be the rain»           | Diane Warren                                                   | 4:54     |  |
| 11.             | «Algún día»                     | Carlos Lara                                                    | 4:17     |  |
| 12.             | «Medley» (Quizá / Este corazón) |                                                                | 4:43     |  |
| 13.             | «No pares»                      | Armando Ávila                                                  | 4:55     |  |
| 14.             | «Tu amor»                       | Diane Warren                                                   | 5:03     |  |
| 15.             | «Nuestro amor»                  | Guillermo Antonio Méndez Guiú / Emil Guillermo Méndez Carranza | 3:53     |  |
| 16.             | «Aún hay algo»                  | Carlos Lara                                                    | 3:35     |  |
| 17.             | «Tras de mí»                    | Carlos Lara                                                    | 3:48     |  |
| 18.             | «Celestial»                     | Carlos Lara                                                    | 3:26     |  |
| 19.             | «Rebelde»                       | Max di Carlo                                                   | 3:23     |  |
| 20.             | «Cariño mio (Reprise)»          | Andrea Martin / RedOne                                         | 2:02     |  |
| 1:14:50         |                                 |                                                                |          |  |

## Posicionamiento

### Semanales
| País   | Lista (2005)    | Mejor Posición |
| ------ | --------------- | -------------- |
| México | Top 100 Álbumes | 21             |
| España | Top 100 Álbumes | 47             |

## Créditos y personal

### Personal
Créditos por Hecho en España:
| - Michkin Boyzo - Compositor - Pablo Gama Chávez - Edición, Mezcla, Posproducción - Pedro Damián - Productor ejecutivo - Fernando Diaz - Grabación - Max di Carlo - Compositor - Fernando Grediaga - A&R - Camilo Lara - A&R - Carlos Lara - Compositor - Güido Laris - Bajo Sexto, dirección, edición, mezcla, dirección musical, Posproducción - Andrea Martin - Compositor - Carolina Palomo - Coordinación gráfica | - Ruben Ramírez - Asistente - RBD - Artista primario - Red One - Compositores - Diane Warren - Compositora |

## Historial de lanzamiento
| País   | Fecha                | Formato              | Discográfica |
| ------ | -------------------- | -------------------- | ------------ |
| México | 1 de octubre de 2007 | CD, Descarga digital | EMI          |
| España | 2 de octubre de 2007 | CD, Descarga digital | EMI          |